# Serrasalmus sanchezi
Serrasalmus sanchezi is een straalvinnige vissensoort uit de familie van de echte piranha's (Serrasalmidae). De wetenschappelijke naam van de soort is voor het eerst geldig gepubliceerd in 1964 door Géry.